# Une représentation au cinématographe
Pour plus de détails, voir Fiche technique et Distribution.
Une représentation au cinématographe (ou Une séance de cinématographe) est un court métrage muet français réalisé par Louis Gasnier en 1908 et présenté en 1910.

## Résumé
Dans la salle, le public attend le début de la séance. Un mari entre et surprend sa femme dans les bras d'un autre. Il sort son révolver et tire. Les spectateurs ont les larmes aux yeux et s'accrochent terrifiés à leur chaise. Dans le second film, Guguss arrive et fait le pitre. Les spectateurs éclatent de rire et pleurent de joie...Jusqu'au départ des spectateurs ravis de leur soirée.

## Fiche technique
- Autre titre : Une séance de cinématographe
- Réalisation : Louis Gasnier
- Scénario : Max Linder
- Format : Muet - Noir et blanc - 1,33:1 - 35 mm
- Métrage : 150 m
- Genre : Comédie
- Date de sortie : 
  -  France - 22 juillet 1910

## Distribution
- Max Linder : Un spectateur